# Grenadierka

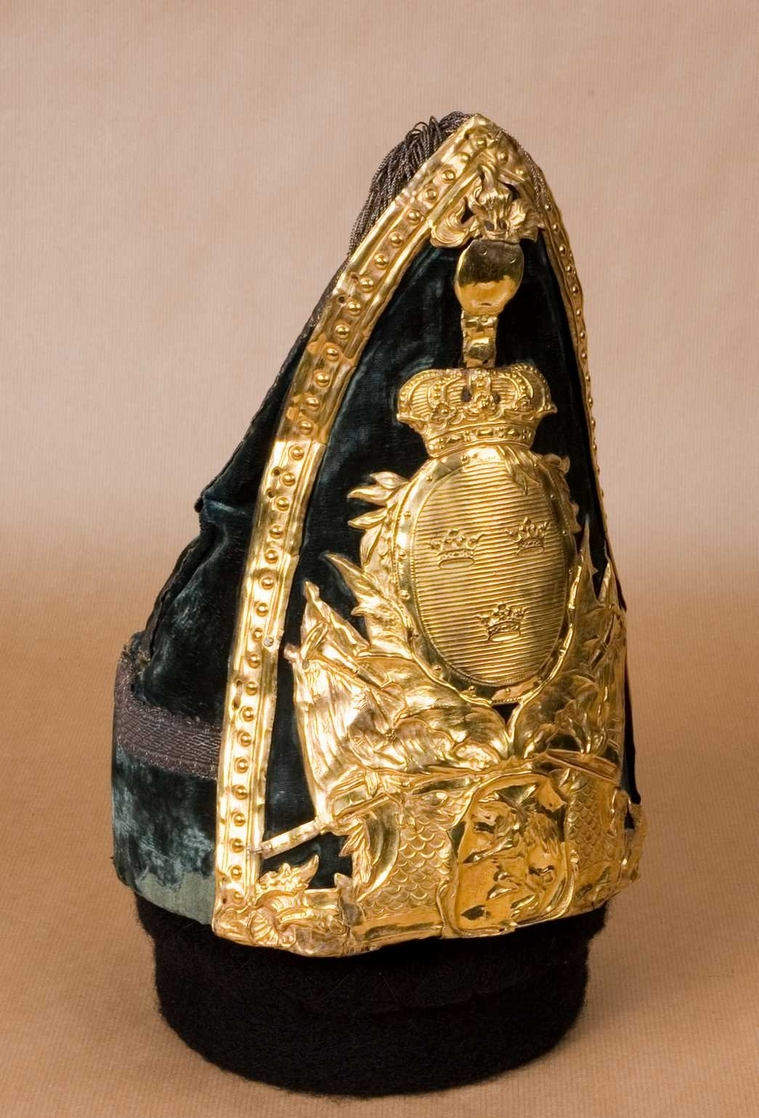
Szwedzka grenadierka (XIX w.)

Grenadierka (kaszkiet grenadierski, mitra, infuła, kołpak) – wojskowe nakrycie głowy używane przez grenadierów.
W XVIII w. czapki grenadierów i fizylierów były bardzo do siebie podobne i przypominały infułę (mitrę) biskupią. Z czasem tego rodzaju grenadierki zostały wyparte przez bermyce, pierwotnie wprowadzane jako forma wyróżnienia oddziałów elitarnych oraz gwardyjskich i w tej postaci używane do dzisiaj w mundurach paradnych niektórych jednostek gwardii honorowej, np. w Coldstream Guards.

## Geneza
Rozwój czapki grenadierskiej rozpoczął się w drugiej połowie XVII wieku, kiedy piechota armii francuskiej przeszła specjalne szkolenie na grenadierów – pierwsze kompanie grenadierów powstały w 1667 r. w Pułku Króla (Régiment du Roi). Typowym nakryciem głowy ówczesnych żołnierzy zachodnioeuropejskich był kapelusz z szerokim rondem. Nie było to jednak praktyczne dla grenadierów z dwóch powodów. Z jednej strony wystający kapelusz był uciążliwy, gdy żołnierz podczas bitwy musiał szybko zawiesić muszkiet na ramieniu, aby przejść do walki granatami. Dodatkowo szerokie rondo utrudniało wyciąganie ręki w celu rzucenia granatu. Dlatego zamiast kapeluszy grenadierzy musieli nosić spiczaste nakrycie głowy bez ronda, przypominające czapki, które reszta żołnierzy nosiła tylko podczas musztry.
Jednakże geneza grenadierek nie jest do końca pewna, m.in. uznaje się je za efekt dążenia do optycznego podwyższenie i tak wysokich z zasady grenadierów (por. pułk olbrzymów Fryderyka I), sposób na wyróżnienie elitarnej formacji, wynik mody lub próbę rekompensowania braków we wzroście wśród rekrutów oddziałów grenadierskich.

## XVIII w.
Z uwagi na hegemonię Francji w Europie, w końcu XVII wieku jej wojsko stało się wzorem dla innych państw. Wraz z innymi elementami, grenadierzy ze swoim specyficznym nakryciem głowy znaleźli się w różnych armiach europejskich, przy czym czapka grenadierska przybierała różne formy w zależności od kraju. Wszystkim wariantom wspólna była pierwotnie miękka czapka, która po 1680 roku otrzymała na przodzie małą, pionową tarczę. W tym miejscu kończyły się jednak podobieństwa i zaczynały odmienne warianty charakterystyczne dla poszczególnych armii.

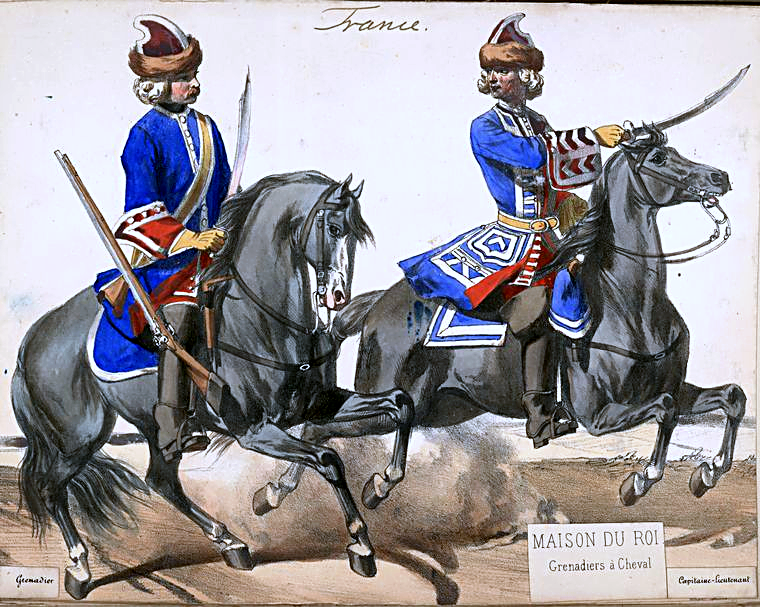
Francuscy konni grenadierzy z czasów Ludwika XV
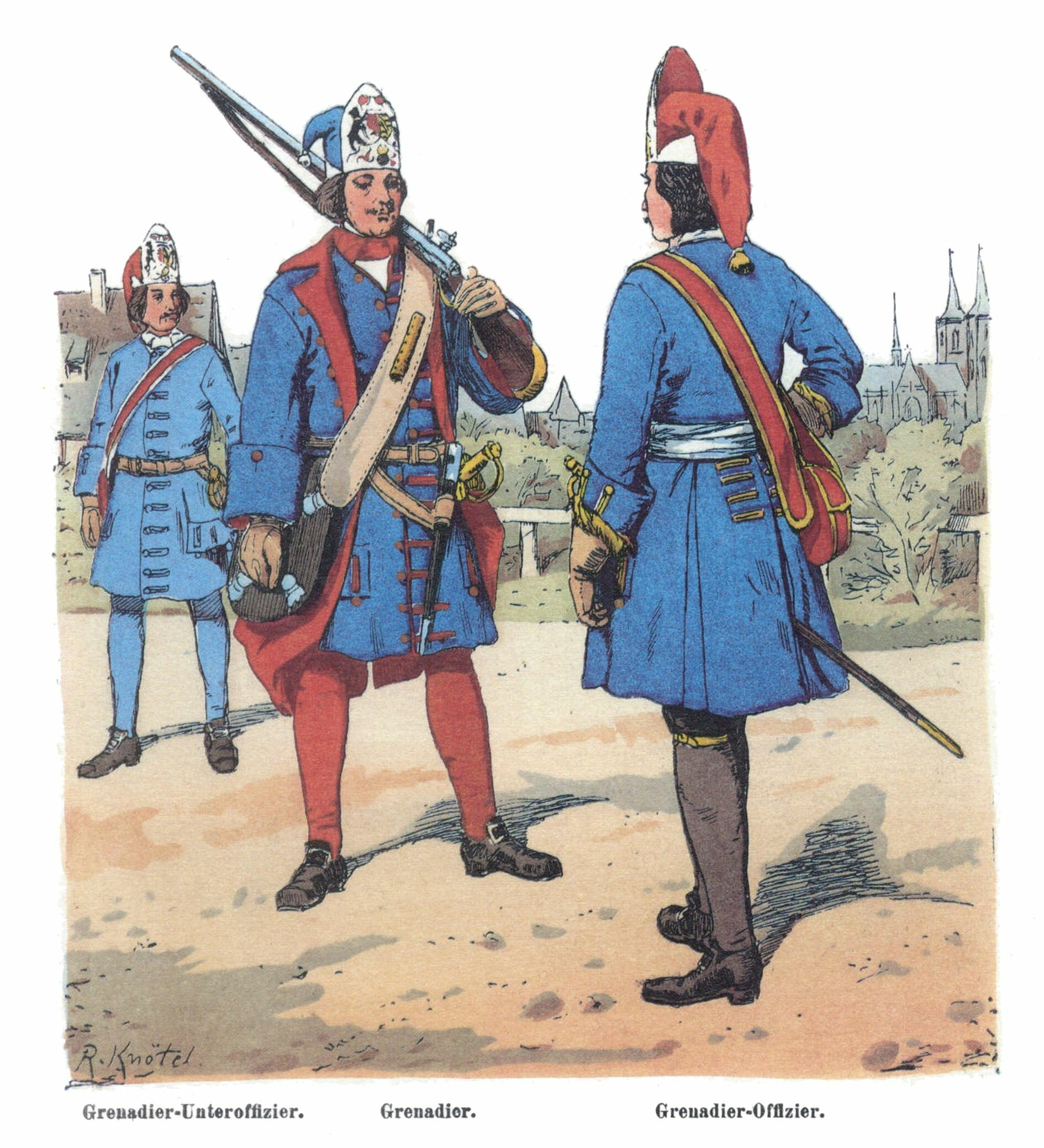
Grenadierzy 3 Pułku Piechoty Królestwa Prus (1698) – Richard Knötel, Uniformenkunde. Lose Blätter zur Geschichte der Entwicklung der militärischen Tracht, Berlin, 1890
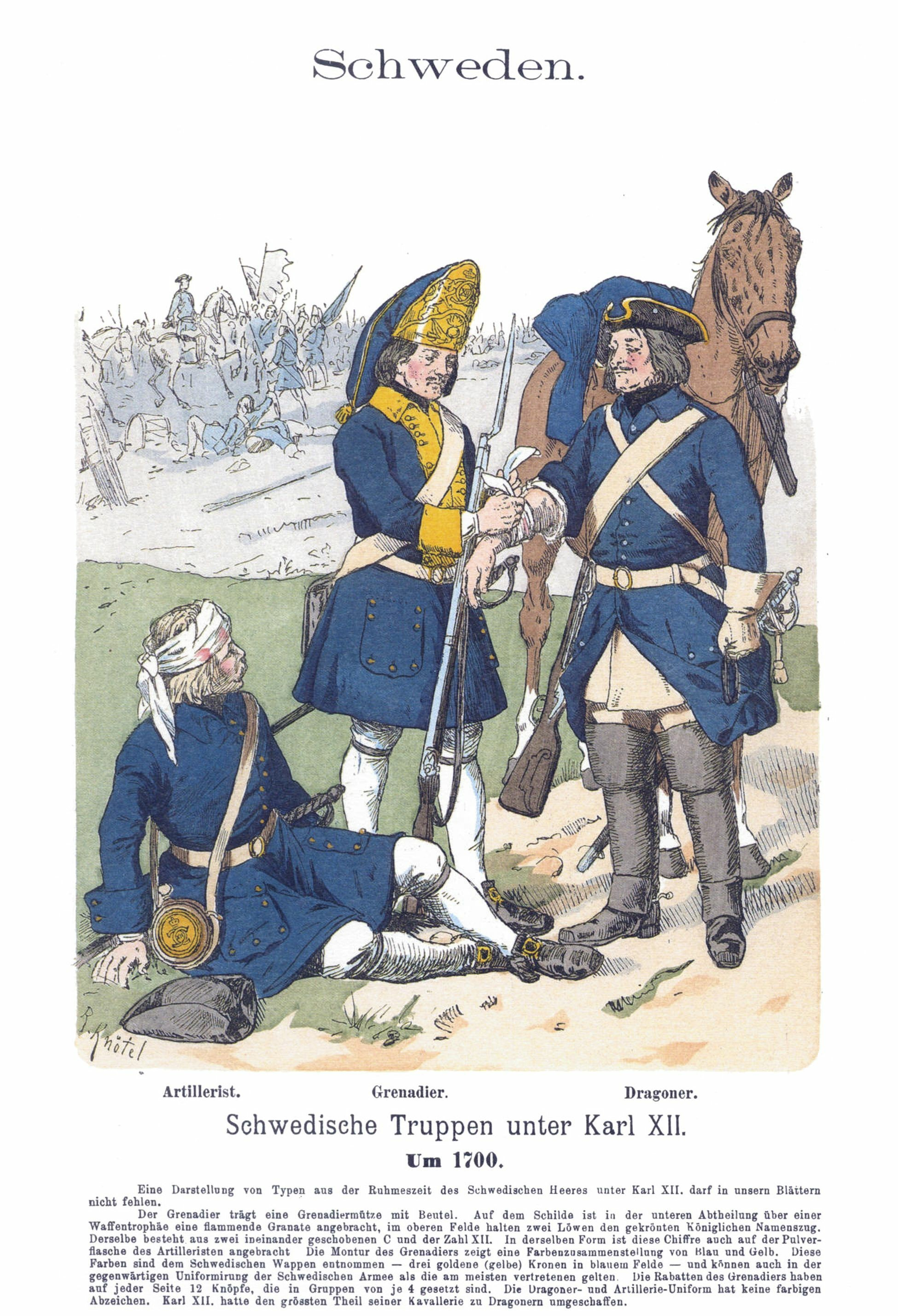
Szwedzki grenadier między innymi żołnierzami Karola III (1700) – Richard Knötel, Uniformenkunde...
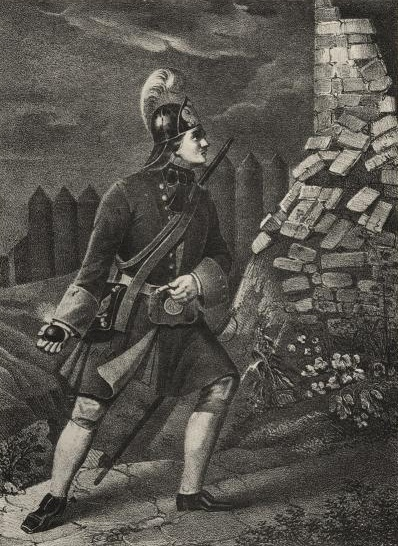
Rosyjski grenadier Preobrażeńskiego Pułku Lejbgwardii (1700–1732)
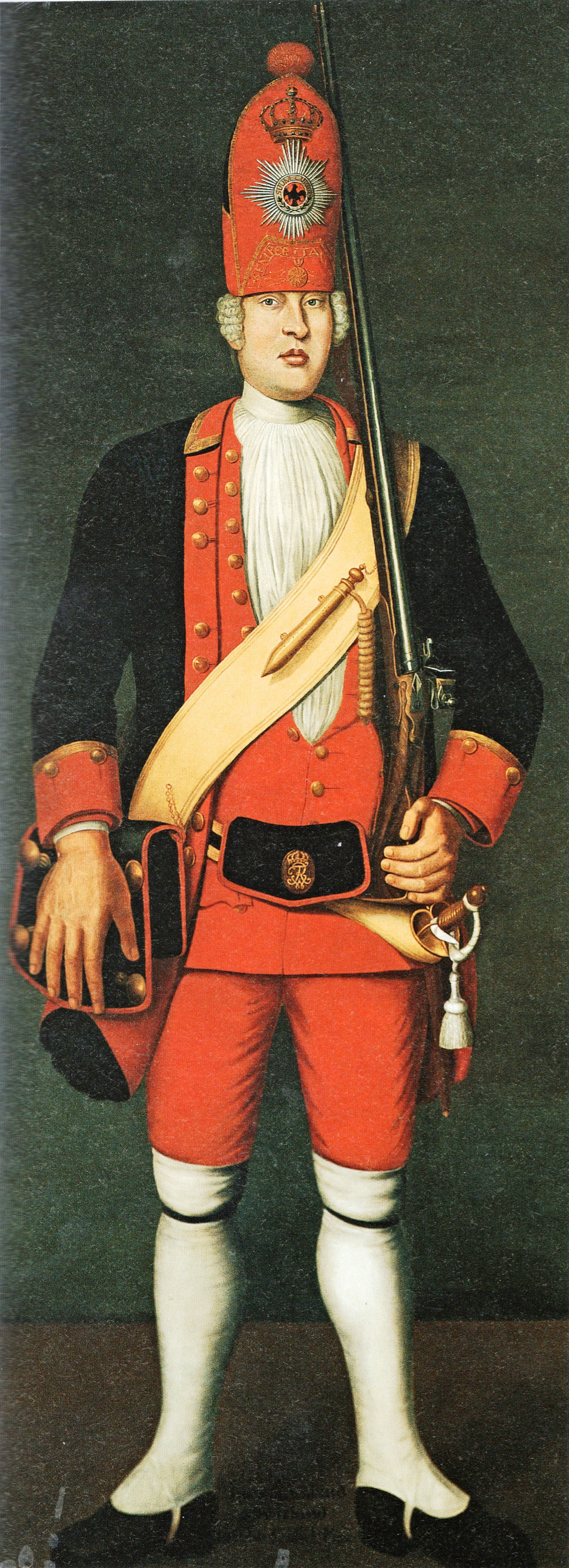
Grenadier pruskiej „gwardii olbrzymów” – obraz Johanna Christofa Mercka(inne języki) z 1718 r.
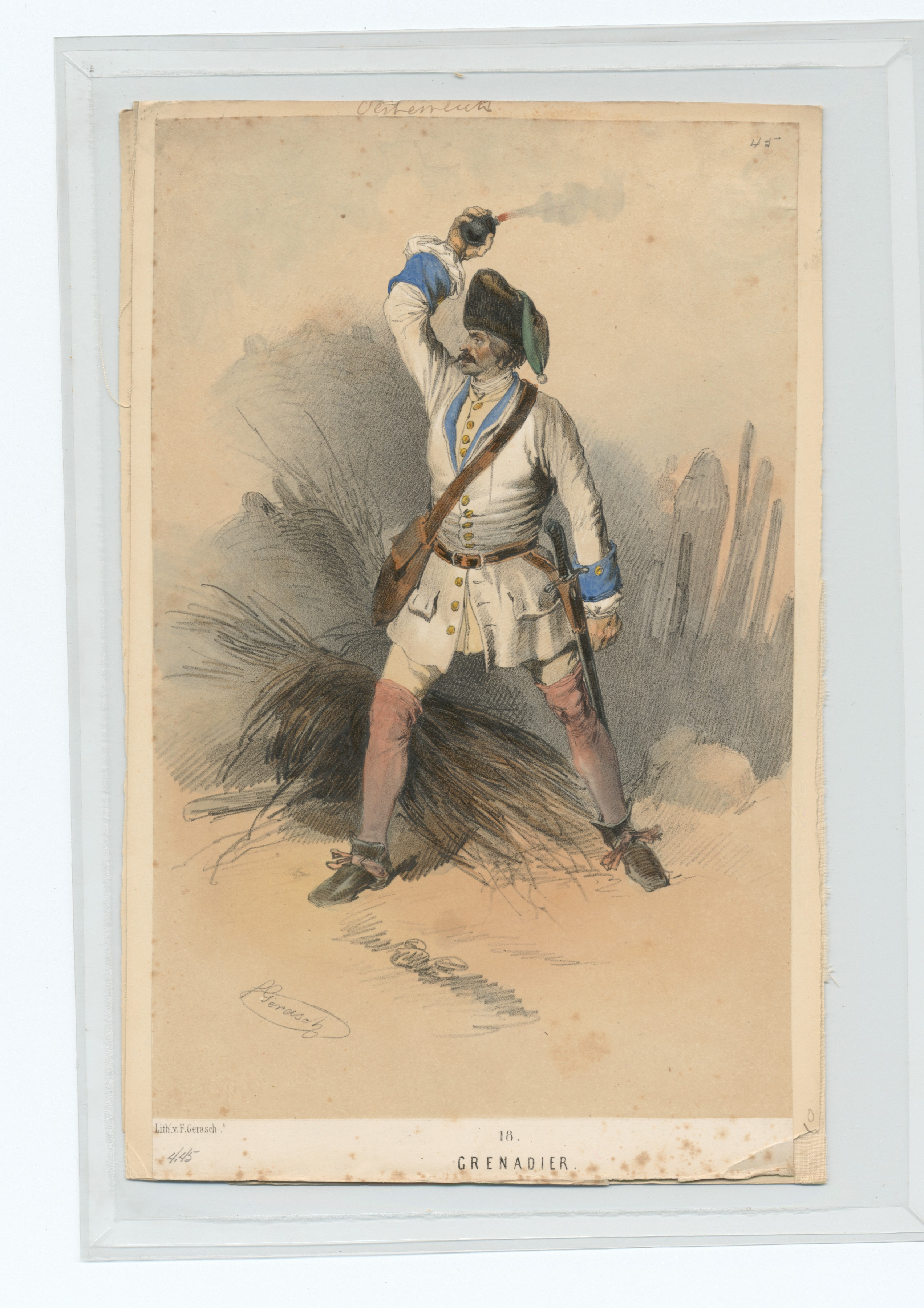
Austriacki grenadier z 1720 r. – litografia Franza Gerascha(inne języki) (1826–1906)
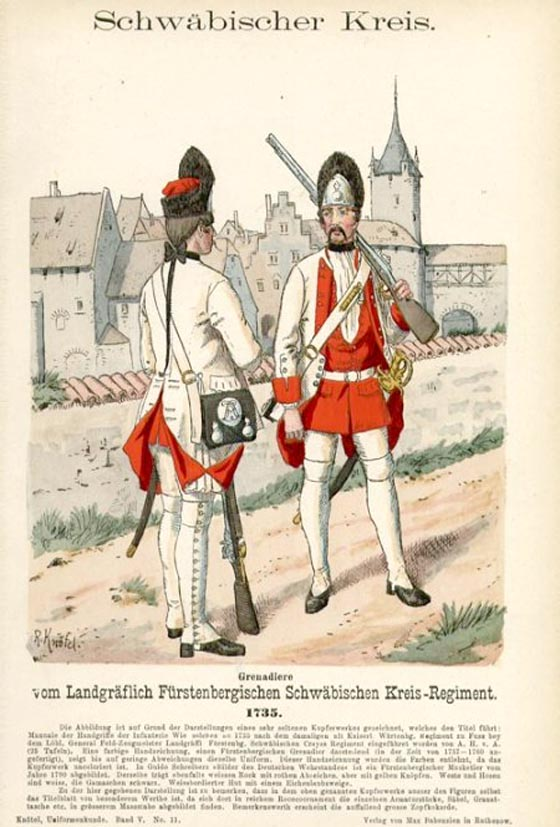
Grenadierzy z 1735 r. (Księstwo Fürstenberg(inne języki) w szwabskim okręgu cesarstwa) – Richard Knötel, Uniformenkunde...
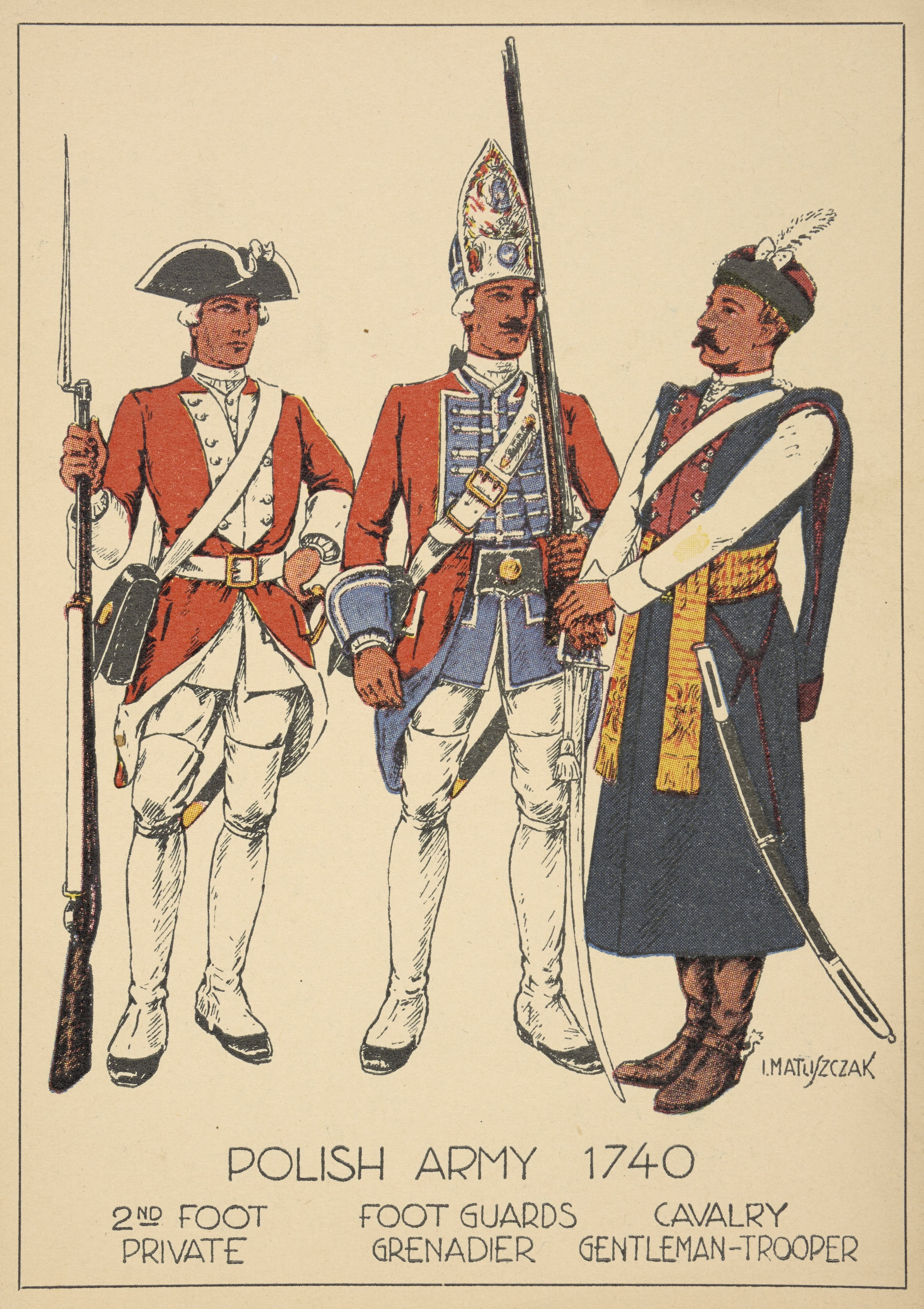
Polski grenadier gwardii pieszej między piechurem 2 Regimentu a szlacheckim kawalerzystą (1740)
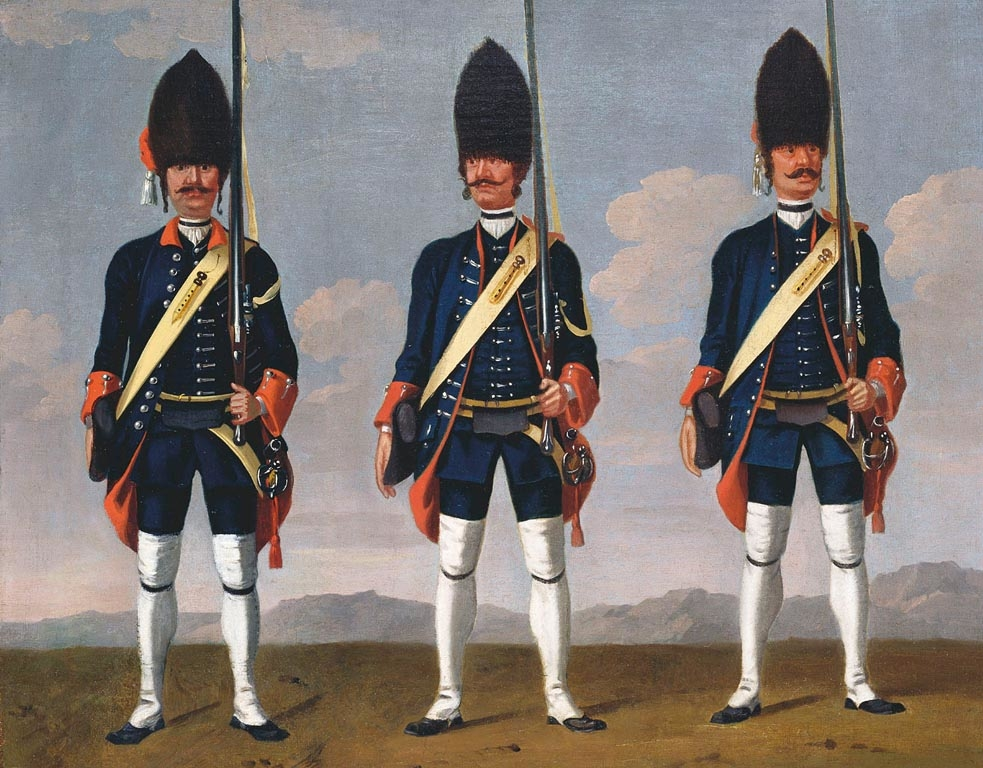
Grenadierzy ze szwajcarskich pułków na żołdzie niderlandzkim, 1748 – David Morier(inne języki) (ok. 1705–1770)
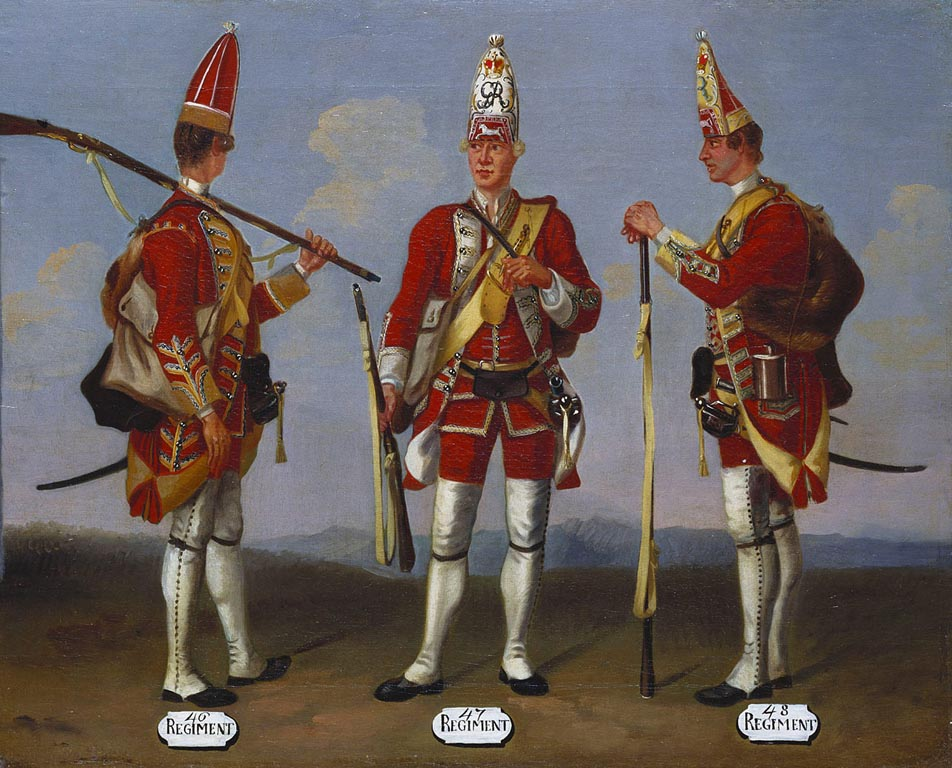
Brytyjscy grenadierzy z 46, 47 i 49 pułku ok. 1750 r. – David Morier (ok. 1705–1770)
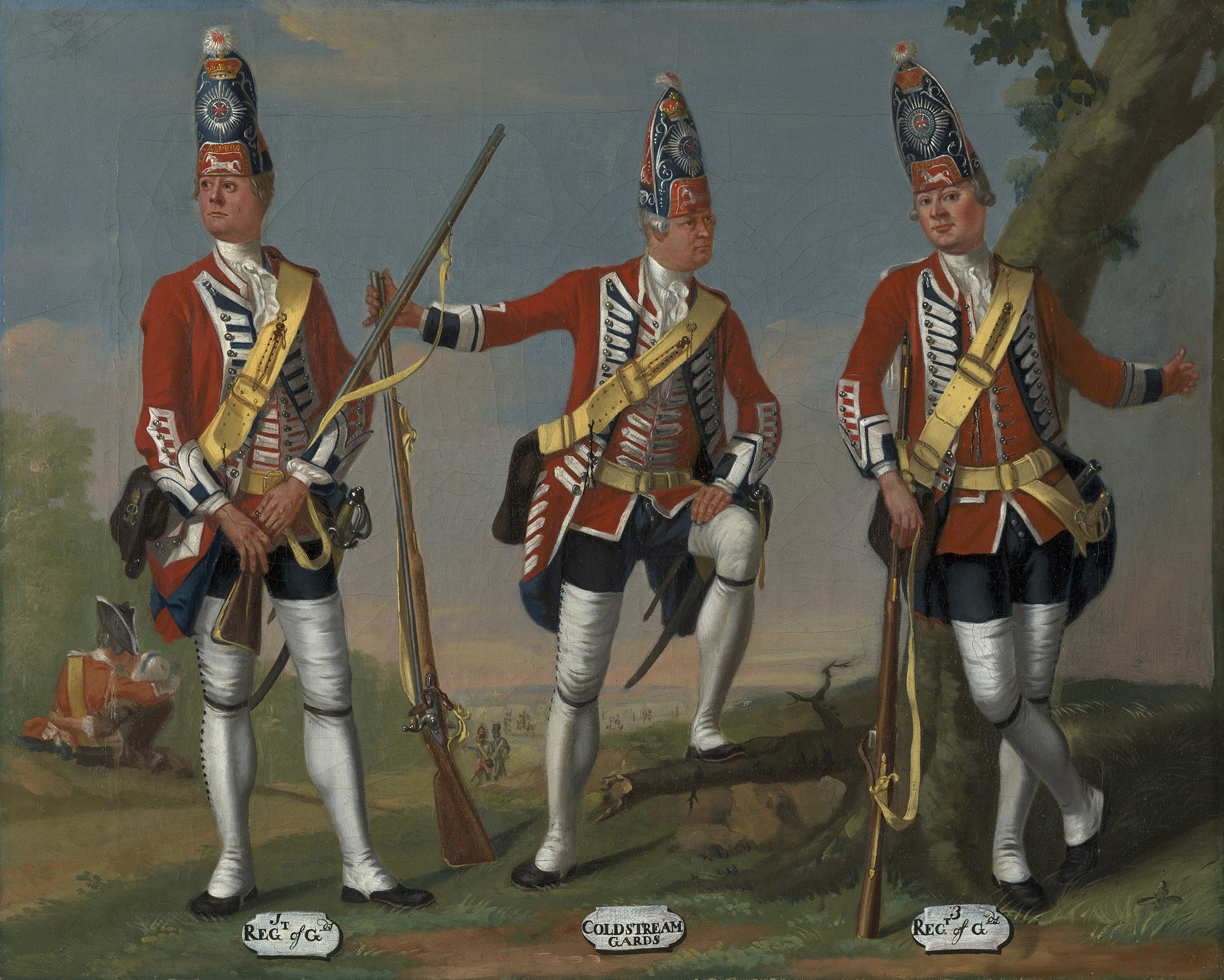
Brytyjscy grenadierzy z 1(inne języki), 2(inne języki) i 3 Pułku Gwardii Pieszej(inne języki) w 1751 r. – David Morier, Grenadiers, 1st and 3rd Regiments of Foot Guards and Coldstream Guards, 1751
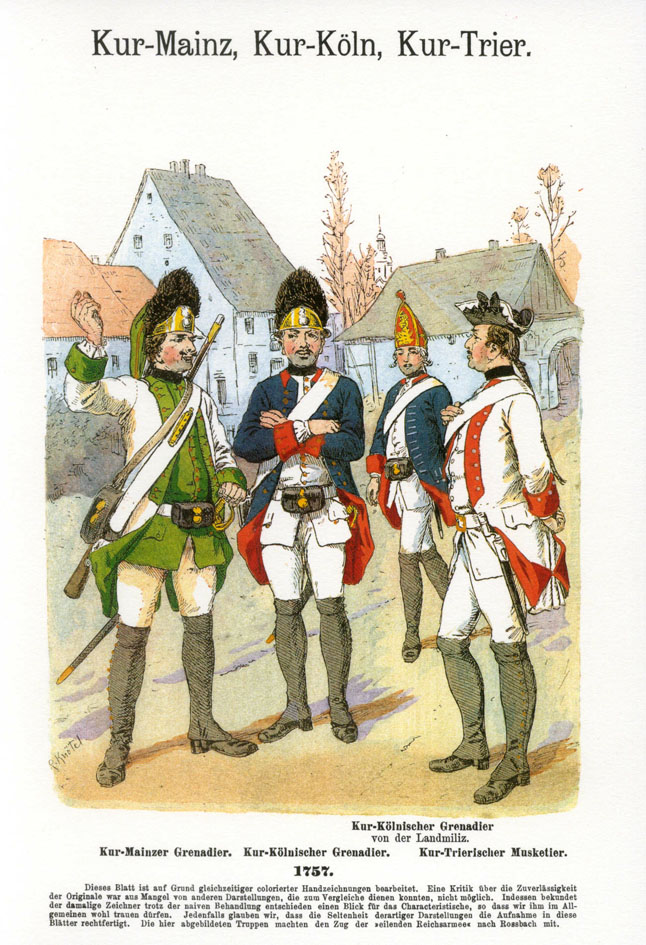
Grenadierzy z armii kościelnych elektorów Rzeszy: arcybiskupstw Moguncji i Kolonii, obok trewirskiego muszkietera (1753) – Richard Knötel, Uniformenkunde...
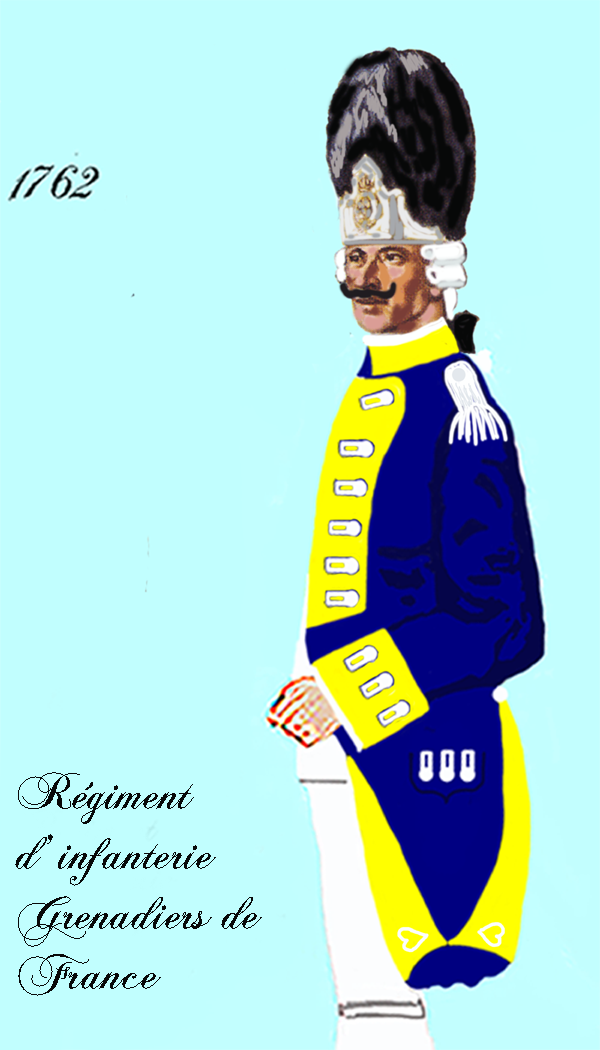
Grenadier francuski (1762)
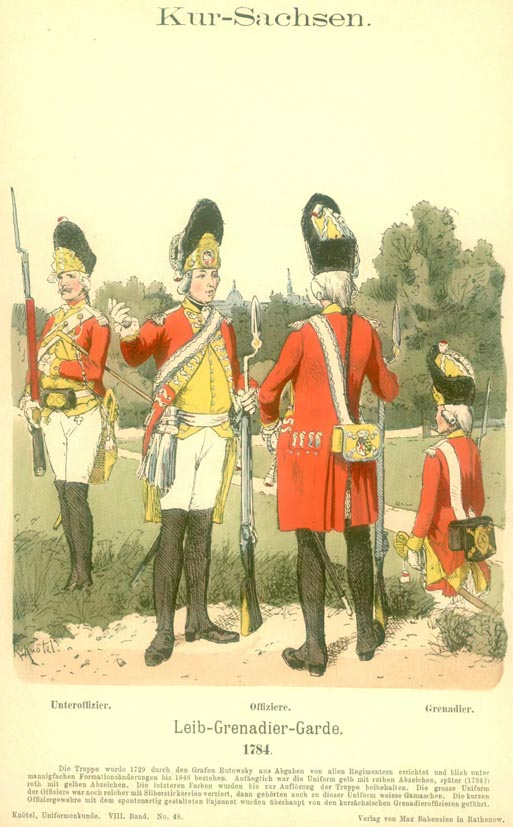
Sascy grenadierzy z 1784 r. – Richard Knötel, Uniformenkunde...
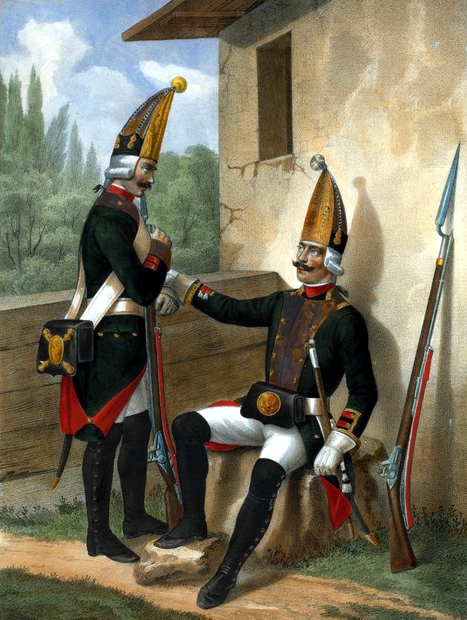
Żołnierz i unteroficer(inne języki) Syberyjskiego Pułku Grenadierów (1797–-1801)
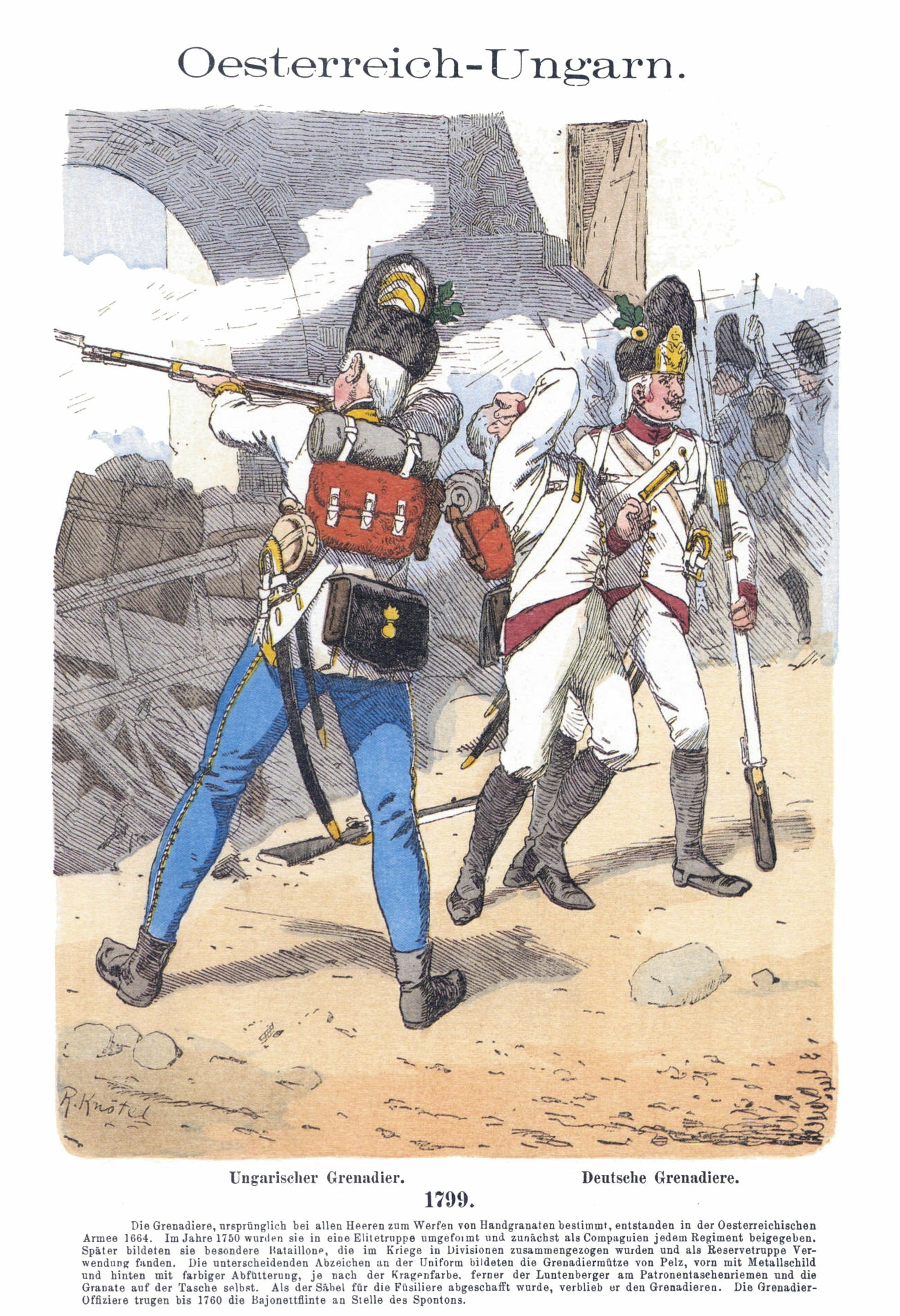
Habsburscy grenadierzy (1799) – Richard Knötel, Uniformenkunde...

We Francji na przykład przednia tarcza była otoczona czarnym futrem niedźwiedzim. Około 1720 roku blacha tarczy okalała już całą głowę, przy czym była niższa z boków i z tyłu, ale znacznie wyższa na czole, tak że pierwotny czubek czapki był całkowicie zakryty. Do końca XVIII wieku czapka nie tylko znacznie urosła, ale czubek został również zmniejszony do niewielkiej mycki. Podobnie było w Austrii. W Wielkiej Brytanii do czapki z czubkiem dodano tarczę pokrytą tkaniną, która była haftowana symbolami heraldycznymi i ornamentami. Kiedy przednia tarcza stała się wyższa, czubek czapki przymocowano do jej górnej części. Po 1760 roku te czapki zastąpiono nowymi, wykonanymi z futra niedźwiedzia. Za pokonanie francuskich grenadierów gwardii w bitwie pod Waterloo wszystkim kompaniom brytyjskiego 1st Regiment of Foot Guards w 1815 roku królewski dekret przyznał miano grenadierów i prawo do noszenia czapki z futra niedźwiedzia. Później brytyjska armia wprowadziła je we wszystkich regimentach gwardii piechoty.
W Prusach do około 1730 roku używano czapek z haftowaną tarczą na przodzie, podobnie jak w Anglii. Następnie wprowadzono nowy typ czapki, w którym tarcza była wykonana z metalu z wygrawerowanymi herbami i ozdobami. Początkowo tarcza była ażurowa i podkładana kolorową tkaniną; później powierzchnia metalu była ciągła. W tej fryderycjańskiej formie czapki grenadierskie były w użyciu do końca XVIII wieku.
Ogólnie rzecz biorąc, można powiedzieć, że w XVIII wieku wybór typu czapki grenadierskiej był związany z sympatiami lub zależnościami politycznymi albo konfesyjnymi. W Świętym Cesarstwie Rzymskim na przykład czapki z metalową tarczą w stylu pruskim były głównie używane przez protestantów i państwa bliskie Prusom, podczas gdy armie katolickie lub związane z Austrią zazwyczaj nosiły czapki grenadierskie z futra niedźwiedziego. W Elektoracie Hanoweru, który był związany unią personalną z Królestwem Wielkiej Brytanii, od 1786 roku używano czapek na wzór brytyjski. Konfesyjne rozróżnienie zniknęło w 2 połowie XVIII wieku, kiedy coraz bardziej na pierwszy plan wysuwały się czysto modowe względy. Tak więc brytyjscy grenadierzy, którzy początkowo nosili „protestanckie” mitry, od 1768 roku zaczęli zamieniać je na bermyce.
W Rosji od czasów Piotra I, od 1700 r., aż do Katarzyny II, grenadierki w kształcie stożka były noszone tylko w pułkach liniowych; w gwardii wyglądały jak skórzane czapki z pionową tarczką, nakarczkiem i małym daszkiem.
W armii saskiej grenadierzy podczas wojny o sukcesję austriacką nosili nakrycia głowy podobne do czapek fizylierów, ale przy ponownym formowaniu wojsk saskich, początkowo na francuskim żołdzie, w 1761 roku otrzymali niedźwiedzie bermyce z tarczą na wzór francuski.

## Kolejne wieki
Po XVIII w. grenadierka w kształcie mitry utrzymała się jedynie w nielicznych jednostkach gwardii pruskiej i rosyjskiej, m.in. w Pawłowskim Pułku Lejbgwardii.
W XIX w. pod wpływem francuskim futrzane czapki z niedźwiedziej skóry (bermyce) trafiły do wielu oddziałów gwardii różnych armii świata, W samej Francji po rewolucji bermyce w powiększonej jeszcze formie stały się typowym znakiem rozpoznawczym grenadierów gwardii Napoleona. Zostały ponownie wprowadzone w okresie II Cesarstwa, ponieważ były postrzegane jako symbol militarnych sukcesów Napoleona Bonaparte. Jednak ciężkie czapy, niewygodne szczególnie latem, nie cieszyły się uznaniem żołnierzy. Po bitwie pod Solferino w 1859 roku armia francuska ostatecznie wprowadziła furażerki (z frędzlem na przodzie) i kepi.

Grenadierzy gwardii II Cesarstwa w furażerkach i kepi (1870)
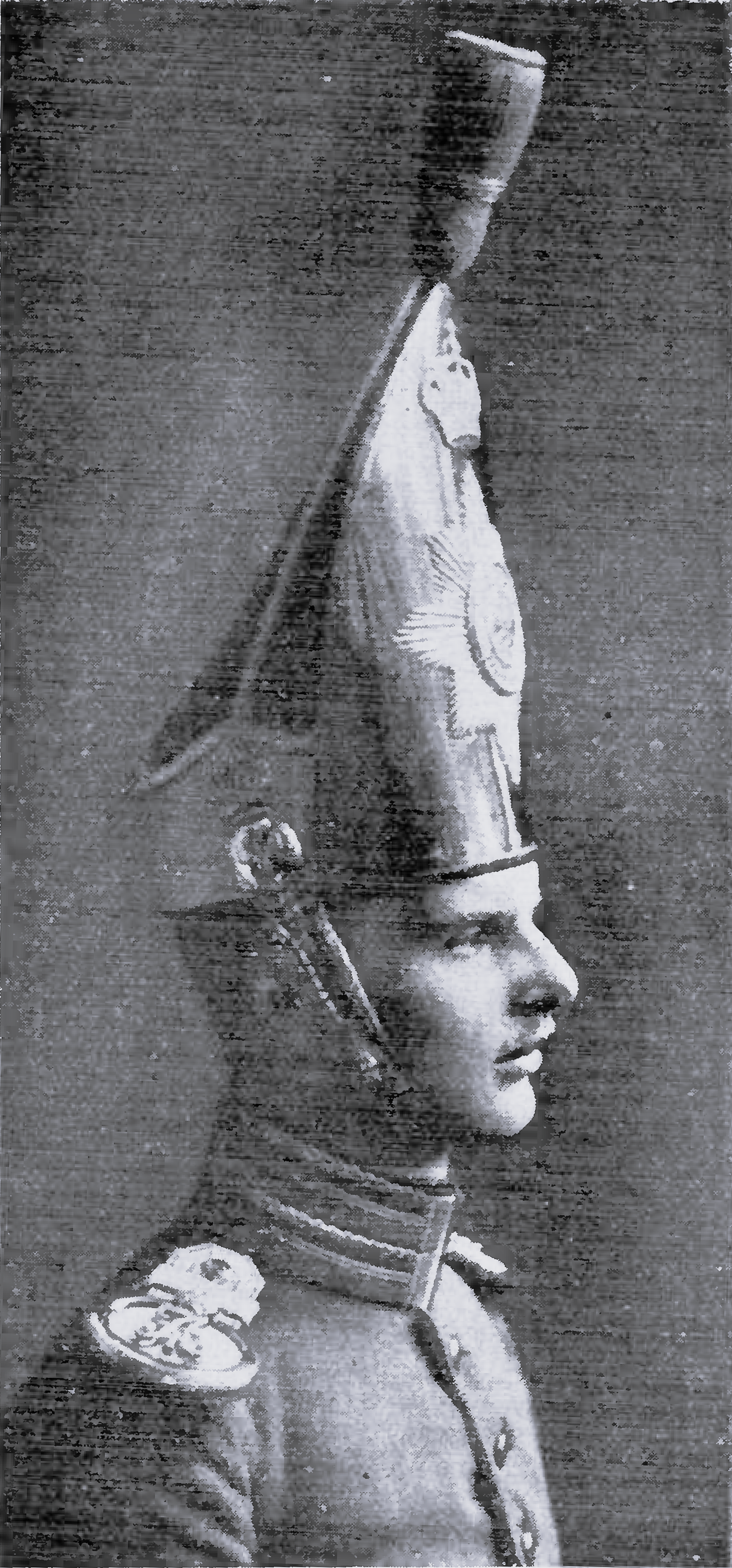
Robert von Ompteda jako porucznik 1 Pułku Grenadierów Gwardii im. Cesarza Aleksandra (przed 1 maja 1915 r.)
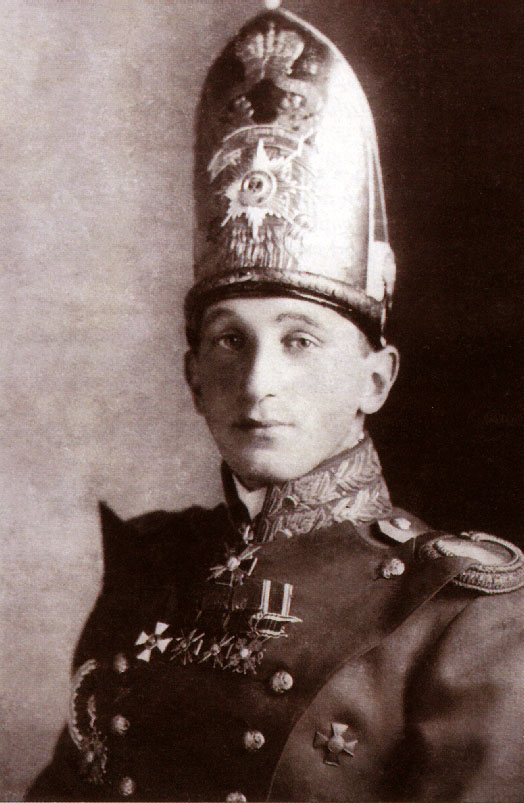
Oberoficer Pułku Pawłowskiego (pocz. XX w.)
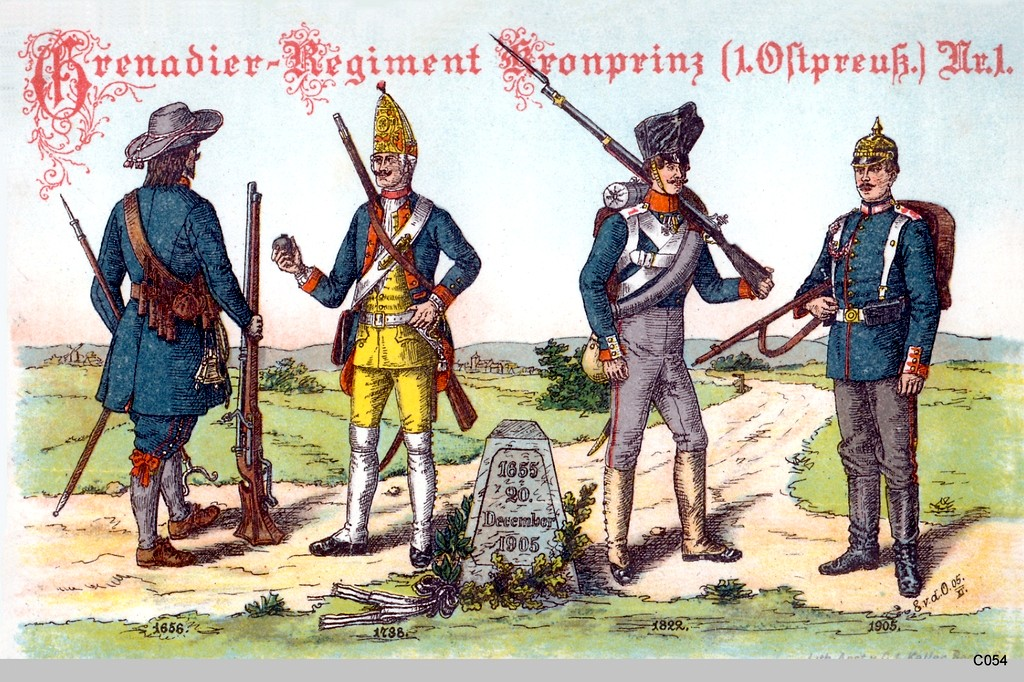
Ewolucja mundurów grenadierów od 2 poł. XVII w. do początku XX w. (Kaiser Alexander Garde-Grenadier-Regiment Nr. 1)
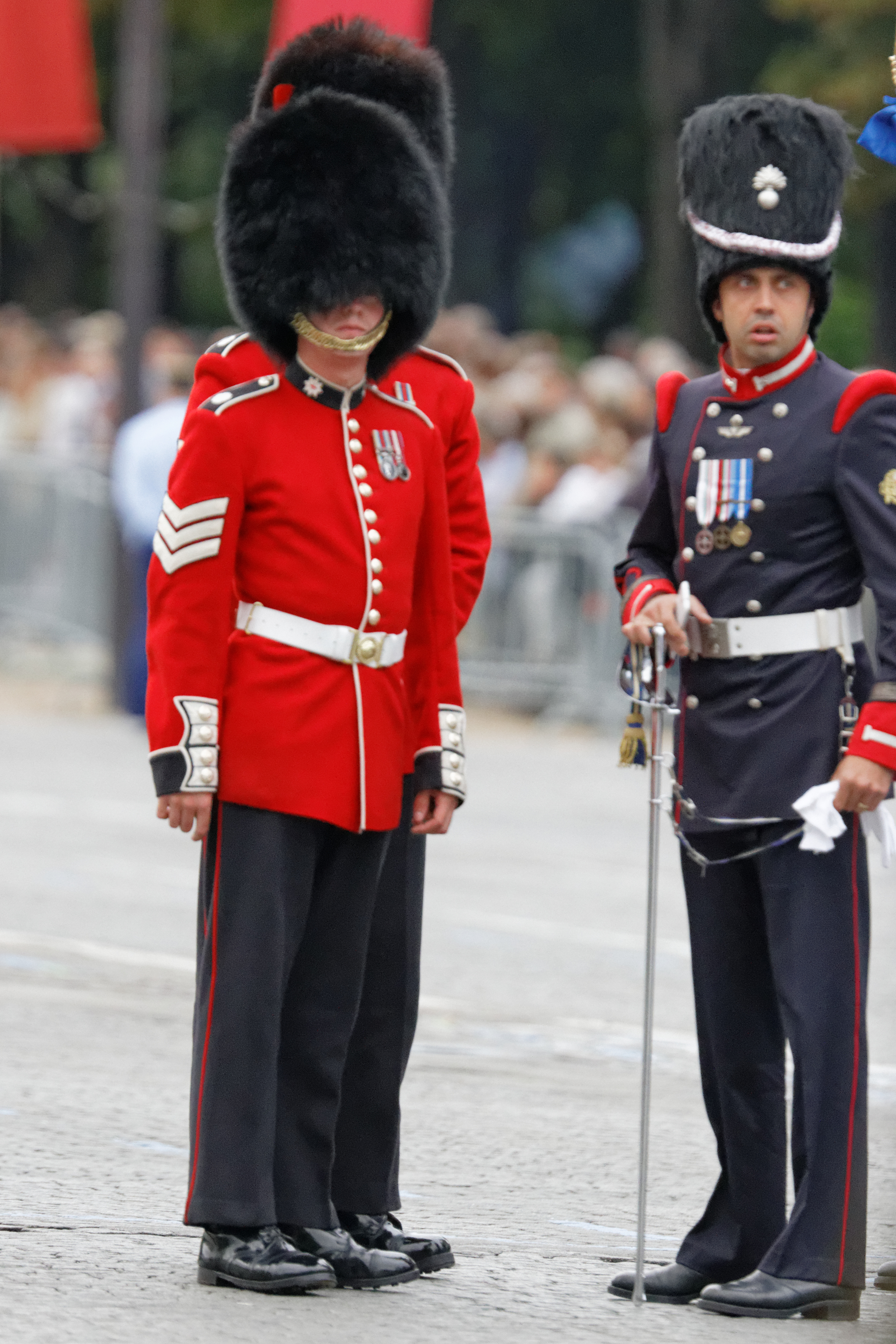
Czapki grenadierów (bermyce) w historycznych mundurach podczas Dnia Bastylii w 2014 r.: brytyjska Coldstream Guards(inne języki) i włoscy Granatieri di Sardegna(inne języki)
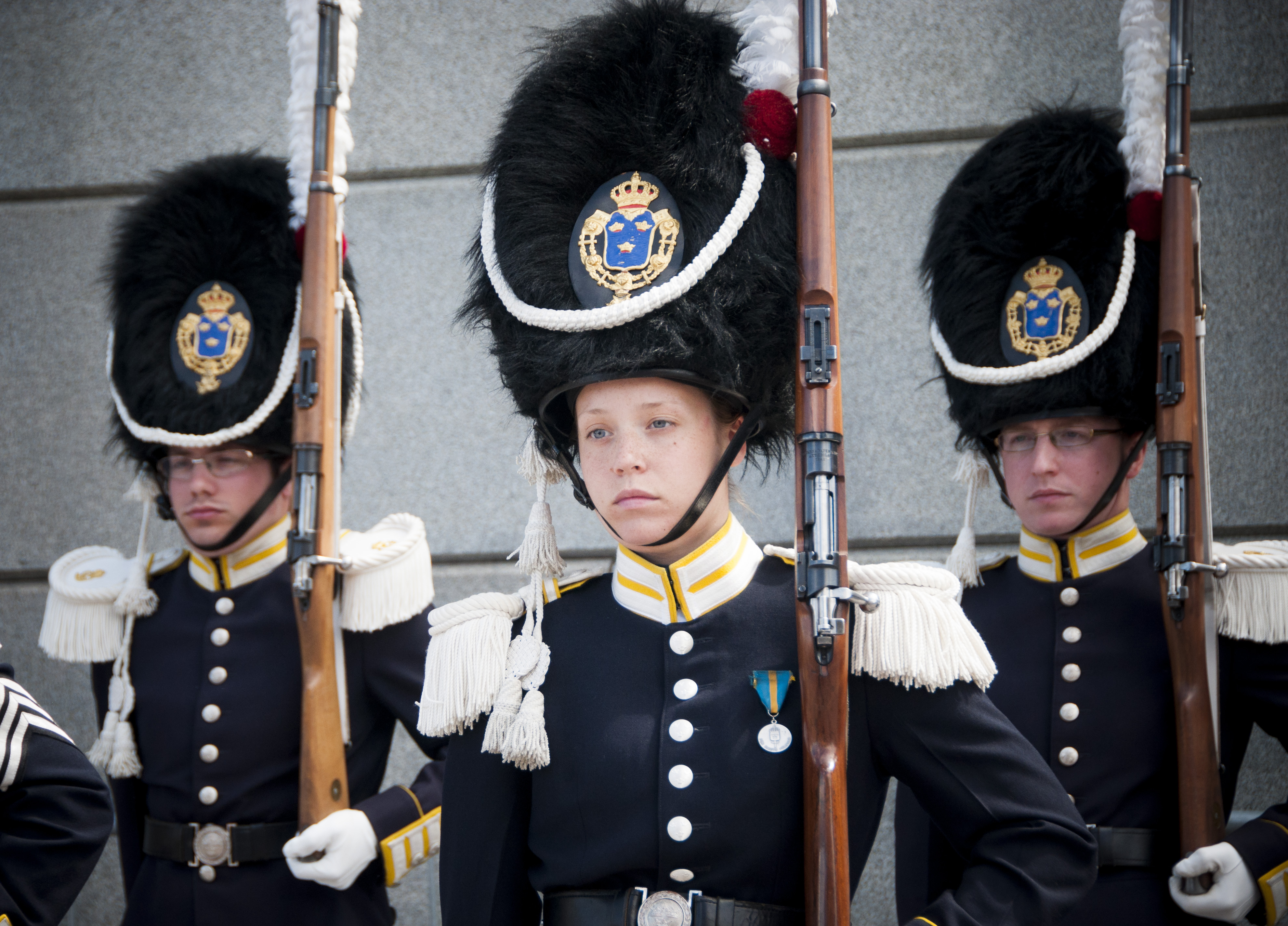
Odświętne mundury szwedzkiej Livgardet(inne języki) (Straży Przybocznej[9])

Do początków XX w. grenadierki w kształcie mitry pozostały jako element ubioru paradnego nielicznych oddziałów gwardyjskich, do czasów współczesnych w tej roli przetrwały jedynie bermyce.

## Polska

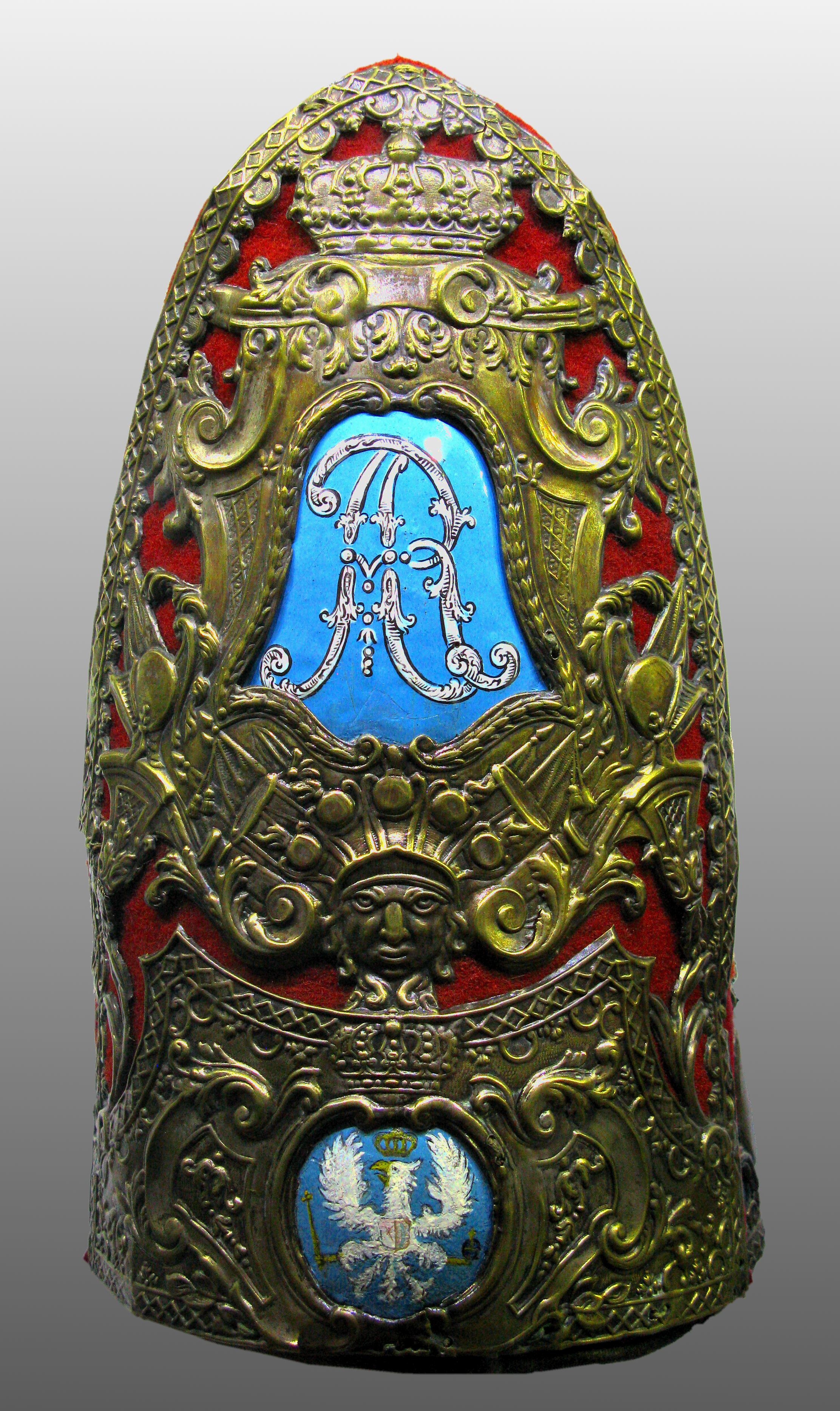
Polska grenadierka Regimentu Gwardii Pieszej Koronnej (przed 1733)

Podobnie jak w Europie czapki polskich grenadierów ewoluowały od mitry w czasach saskich i stanisławowskich (np.11 Regiment Pieszy Grenadierów) do bermycy w okresie napoleońskim (por. grenadierzy 4 Pułku Piechoty w Armii Księstwa Warszawskiego).
Swoisty ewenement stanowiły kościuszkowskie pułki: 1. i 2. Grenadierów Krakowskich, Grenadierów Sandomierskich oraz Lubelskich, które grenadierskimi były tylko z nazwy. W rzeczywistości byli to kosynierzy lub chłopscy powstańcy uzbrojeni w piki, różnorodnie umundurowani, choć często kojarzeni z czapką krakuską lub podobną chłopską rogatywką. Także grenadierzy Legionów Polskich we Włoszech zastąpili czarne kapelusze rogatywkami.
W języku polskim zwykle na określenie czapki grenadierów zwykle używa się słów bermyca lub czako, rzadziej kaszkiet czy grenadierka. Z drugiej strony grenadierką rzadko nazywa się czapkę inną niż osiemnastowieczne nakrycie głowy w kształcie mitry.

## W kulturze

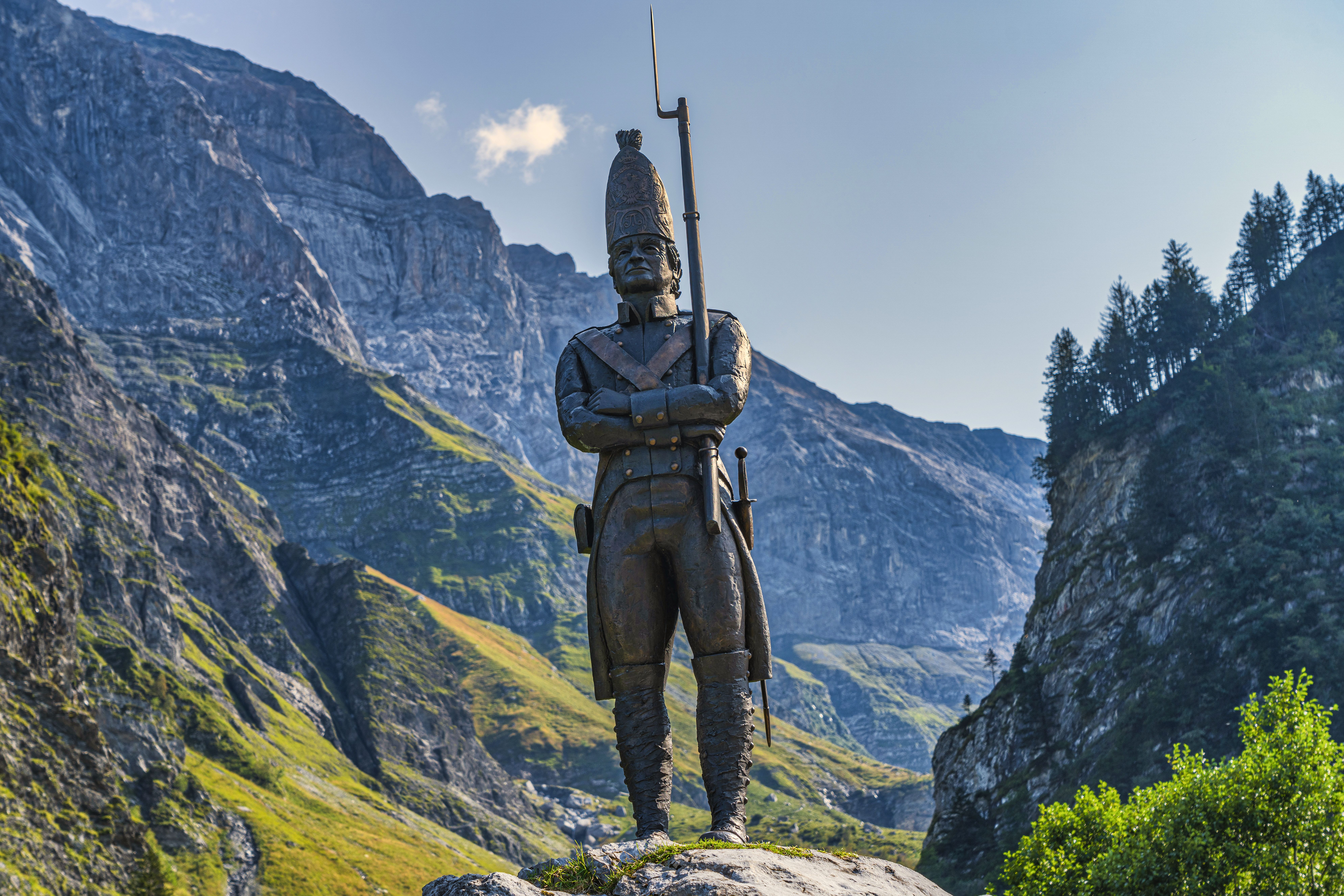
Pomnik rosyjskiego grenadiera w szwajcarskim Elm, upamiętniający przemarsz wojsk Suworowa przez przełęcz Panix w 1799 r.

Obok wielu współczesnych portretów grenadierów (np. obraz czy kolekcje David Moriera lub Johanna Christofa Mercka), wizerunków grenadierów w malarstwie batalistycznym o grenadierkach wspomina literatura piękna. Oprócz powieści historycznych wzmianki o czapkach wojskowych w kształcie mitry znajdują się w literaturze współczesnej autorom. O grenadierkach Pawłowskiego Pułku Lejbgwardii wspomina Aleksandr Puszkin w poemacie pt. Jeździec miedziany: „Сиянье шапок этих медных,/ На сквозь простреленных в бою.” (Gdy miedzią lśni przy kasku kask,/ Na wylot przestrzelony w bitwach, a także Stanisław Ignacy Witkiewicz pisał w powieści Nienasycenie o żołnierzach Pawłowskiego Pułku Lejbgwardii: Cała gwardia zazdrościła im tego, jako też grenadierek: czak z czasów Pawła I.